# Uracil

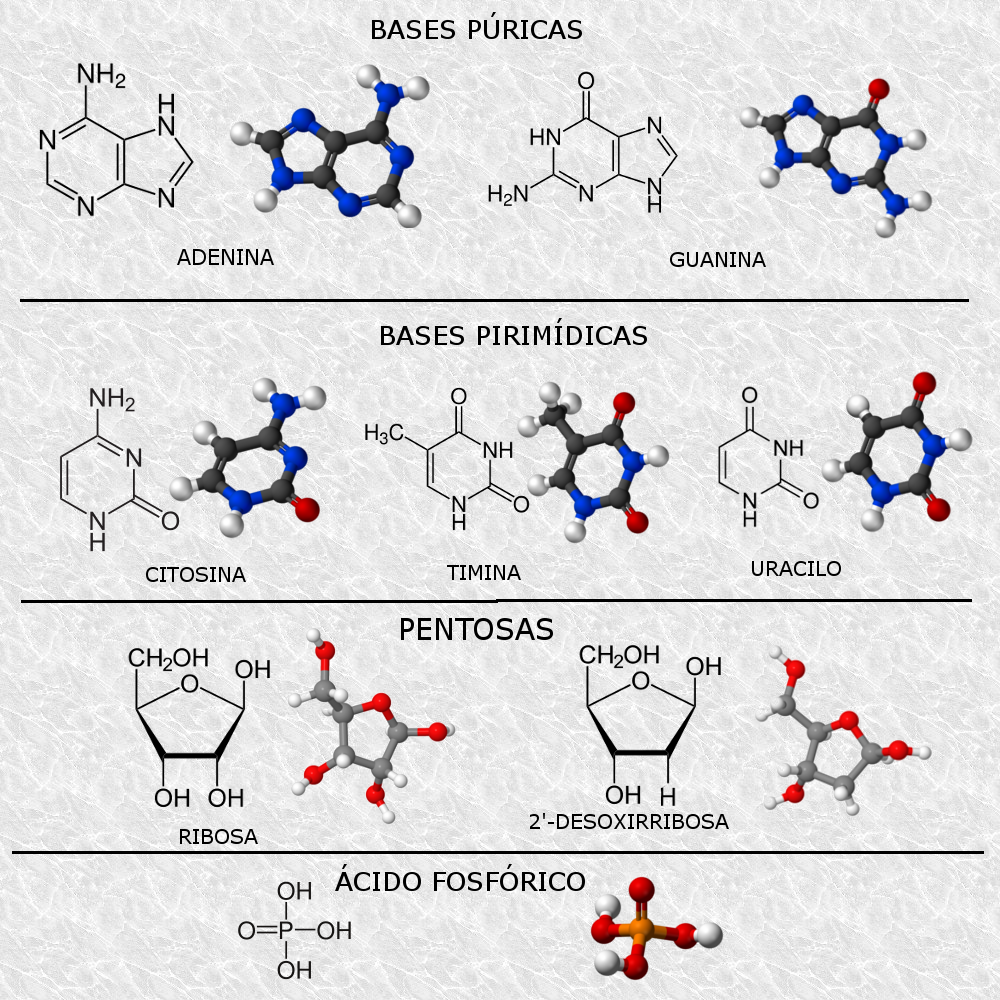
Vài loại nucleotide

Uracil (u-ra-xin) là một trong bốn loại nucleobase trong RNA, thay vì thymine như trong DNA. Tương tự thymine, uracil có thể tạo thành một cặp base với adenine qua hai liên kết hiđrô, tuy nhiên nó kém thua thymine một nhóm methyl. Uracil, so với thymine, dễ bị thoái hóa hơn thành cytosine. Uracil hiếm khi hiện diện trong DNA, chỉ xuất hiện trong RNA. Uracil có thể bị methyl hoá tạo thành thymine.
Sự kết hợp uracil với enzyme uracil-N-glycosilase (Ung) trong phản ứng PCR được dùng như một phương pháp chống tạp nhiễm chéo, quan trọng trong các thử nghiệm lâm sàng.